# Ruthalicia longipes
Ruthalicia longipes là một loài thực vật có hoa trong họ Cucurbitaceae. Loài này được C. Jeffrey miêu tả khoa học đầu tiên.